# Джордж Космас Адьебо
Джордж Космас Адієбо (18 червня 1947 — †19 листопада 2000) — угандійський політик та колишній прем'єр-міністр (22 січня 1991 – 18 листопада 1994).

## Життєпис
Закінчив індустріальний інститут, отримавши ступінь магістра в Карловому університеті в Празі. З 1976 по 1979 рік був системним аналітиком і програмістом Міністерства фінансів. Потім працював у Міністерстві освіти до 1983 року. Як такий, він був викладачем у Угандинському коледжі бізнесу в Накаві, сьогоднішній бізнес-школі Makerere. Потім був ректором Угандинського коледжу бізнесу в Адуку з 1983 по 1989 рік. За цей час він засідав у НРК в Адукуській районній асамблеї. Пізніше він представляв округ Кванія в парламенті.
22 січня 1991 року, коли він став віце-президентом, Адієбо був призначений наступником прем'єр-міністра Самсоном Кісеккою Ювері Мусевені. Адієбо залишався на цій посаді до 18 листопада 1994 р. одночасно він був віце-головою НРК.
З 1994 по 1997 рік Адієбо тоді був радником президента Мусевені.
Після тривалої хвороби він помер 19 листопада 2000 року в міжнародній лікарні Кампала.